# Matthias Zollner

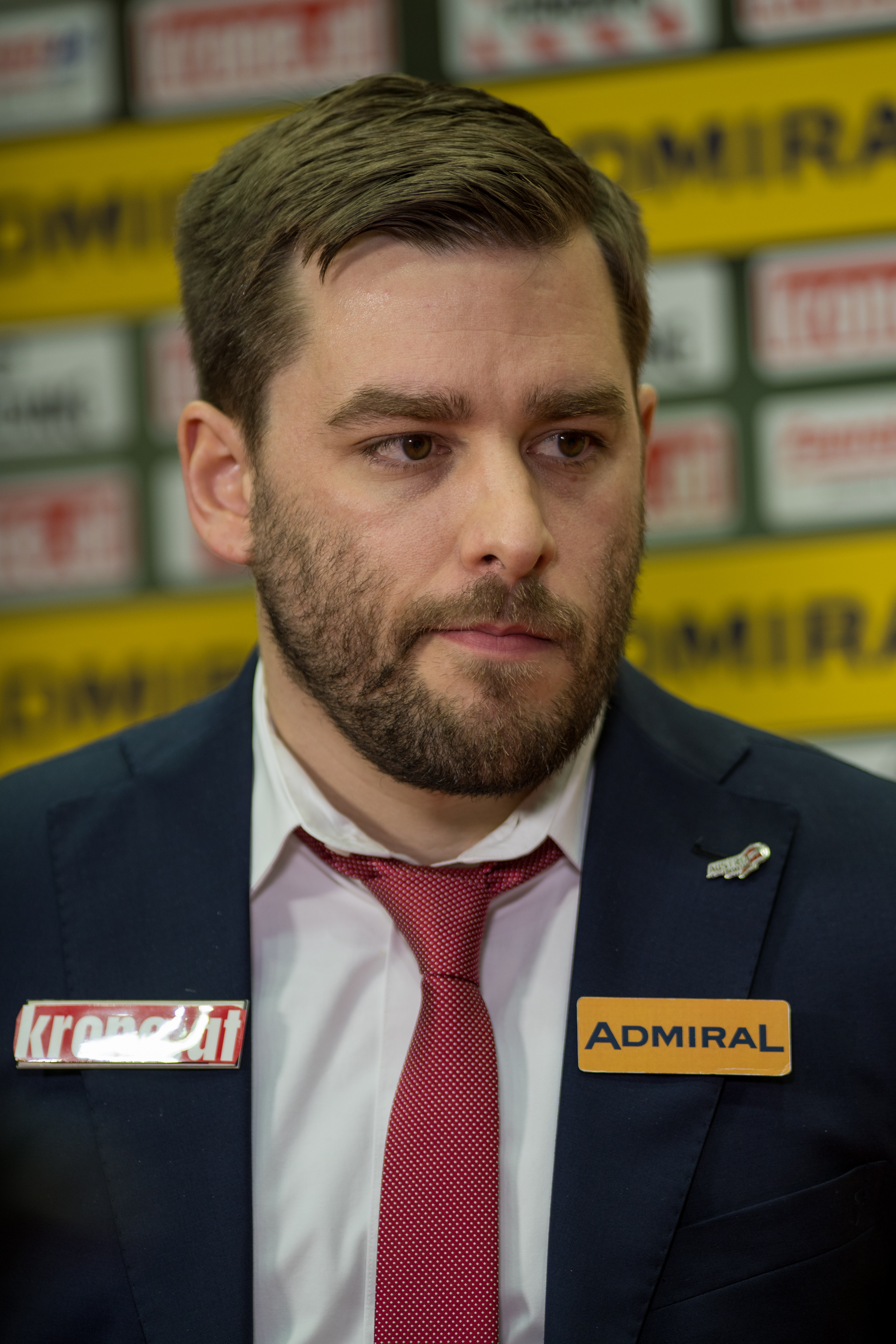
Zollner im November 2017

Matthias Josef Zollner (* 9. Mai 1981) ist ein deutscher Basketballtrainer.

## Laufbahn
Zollner stammt aus Dachau und ist gelernter Physiotherapeut. Er trainierte bis 2009 die Herrenmannschaft des TSV Dachau in der ersten Regionalliga. Von 2009 bis 2012 war er Trainer von München Basket (ebenfalls erste Regionalliga), parallel arbeitete er im Bereich Trainerausbildung für den europäischen Basketballverband FIBA Europa. 2013 wurde er vom österreichischen Bundesligaverein UBC Güssing verpflichtet und führte die Mannschaft zu den österreichischen Meistertiteln 2014 und 2015 (2015 zudem Pokalsieger). In der Saison 2014/15 kam Güssing unter Zollners Leitung unter die besten 16 Mannschaften im europäischen Vereinswettbewerb EuroChallenge. In den Saisons 2013/14 und 2014/15 wurde er jeweils als „Trainer des Jahres“ in der Bundesliga ausgezeichnet. Im Februar 2016 trennten sich die finanziell angeschlagenen Güssinger aus Kostengründen von Zollner. Dem Verein wurde im April 2016 die Lizenz entzogen. Anschließend trat er zeitweilig bei Basketball-Übertragungen des österreichischen Fernsehsenders Sky als Experte auf und wurde Geschäftsführer eines Unternehmens in Frankfurt am Main, das unter anderem Beratungs- und Vermarktungsdienstleistungen für Sportvereine, Verbände und Sportler anbietet.
Im August 2018 nahm er die Stelle als Cheftrainer von KB Pristina im Kosovo an. Er führte die Mannschaft zum Gewinn des Supercups, nach insgesamt fünf Pflichtspielen, von denen vier gewonnen wurden, kam es zwischen Zollner und dem Verein nach 44-tägiger Amtszeit Anfang Oktober 2018 zur Trennung. Ende November 2018 trat er den Posten des Cheftrainers des ungarischen Erstligisten Egis Körmend an. Er führte die Mannschaft in der Saison 2018/19 zum Sieg im Alpe Adria Cup.
Ende Mai 2020 wurde Zollner als neuer Trainer des polnischen Erstligavereins GTK Gliwice vorgestellt. Er erreichte mit der Mannschaft in der Saison 2020/21 den zwölften Platz in der polnischen Liga, was unter den Erwartungen der Vereinsführung lag, die sich anschließend zum Trainerwechsel entschloss. Im November 2021 trat Zollner das Traineramt beim ungarischen Erstligisten Alba Fehérvár in der Stadt Székesfehérvár an. Im Februar 2023 wurde er entlassen.

### Nationalmannschaft
2012 gehörte Zollner als Trainerassistent von Svetislav Pesic zum Stab der deutschen A-Nationalmannschaft.
Anfang Oktober 2017 übernahm er das Amt des Cheftrainers der österreichischen A-Nationalmannschaft. Am 25. April 2018 gab der Österreichische Basketballverband die vorzeitige Trennung von Zollner bekannt. Diese sei im beiderseitigen Einvernehmen erfolgt, hieß es in einer Erklärung des Verbands.